# Färnebofjärden
Färnebofjärden este o arie protejată (arie specială de conservare — SAC, sit de importanță comunitară — SCI, arie de protecție specială avifaunistică — SPA) din Suedia întinsă pe o suprafață de 5.087,4 ha, integral pe uscat.

## Localizare
Centrul sitului Färnebofjärden este situat la coordonatele 60°14′18″N 16°48′06″E / 60.2383°N 16.8016°E.

## Înființare
Situl Färnebofjärden a fost declarat sit de importanță comunitară în iulie 2000 pentru a proteja 2 specii de plante și 23 de specii de animale. Alte tipuri de protecție:
- arie de protecție specială avifaunistică (în iulie 2000)[2]
- arie specială de conservare (în martie 2011)[1][3][4]

## Biodiversitate
Situată în ecoregiunea boreală, aria protejată conține 13 habitate naturale: Mlaștini turboase de tranziție și turbării mișcătoare, Păduri caducifoliate bătrâne naturale hemiboreale fino-scandinave (Quercus, Tilia, Acer, Fraxinus sau Ulmus) bogate în specii epifite, Păduri aluvionare cu Alnus glutinosa și Fraxinus excelsior (Alno-Padion, Alnion incanae, Salicion albae), Păduri fino-scandinave bogate în ierburi cu Picea abies, Râuri naturale fino-scandinave, Mlaștini împădurite, Taiga vestică, Pajiști aluvionare boreale nordice, Turbării active, Păduri caducifoliate de mlaștină fino-scandinave, Păduri de conifere pe eskere fluvioglaciare sau legate la acestea, Păduri mixte riverane de Quercus robur, Ulmus laevis și Ulmus minor, Fraxinus excelsior sau Fraxinus angustifolia, de-a lungul marilor râuri (Ulmenion minoris), Cursuri de apă de la nivel de câmpie la nivel montan, cu vegetație Ranunculion fluitantis și Callitricho-Batrachion.
La baza desemnării sitului se află mai multe specii protejate:
- plante (2): Dichelyma capillaceum, Herzogiella turfacea
- păsări (17): minunița (Aegolius funereus), cocoșul de mesteacăn (Bonasa bonasia), lebădă de iarnă (Cygnus cygnus), ciocănitoare neagră (Dryocopus martius), muscar (Ficedula parva), cufundar polar (Gavia arctica), ciuvică (Glaucidium passerinum), cocor (Grus grus), vultur pescar (Pandion haliaetus), viespar (Pernis apivorus), ciocănitoare de munte (Picoides tridactylus), ciocănitoare verzuie (Picus canus), chiră de baltă (Sterna hirundo), huhurezul mic (Strix uralensis), cocoșul de mesteacăn (Tetrao tetrix tetrix),  cocoș de munte (Tetrao urogallus), fluierar de mlaștină (Tringa glareola)
- mamifere (2): vidră de râu (Lutra lutra), râs eurasiatic (Lynx lynx)
- nevertebrate (2): Cucujus cinnaberinus, Xyletinus tremulicola
- pești (2): avat (Aspius aspius), zglăvoacă (Cottus gobio)